# ChiTumbuka
Het Tumbuka of chiTumbuka is een Bantoetaal die door het Tumbuka-volk gesproken wordt. Het chi- betekent in het Tumbuka 'de taal van', wat vergelijkbaar is met het ki- in kiSwahili en het se- in het seTswana.
Het Tumbuka wordt gesproken in Malawi, Tanzania en Zambia door in totaal 2 miljoen mensen.
Er bestaan duidelijke verschillen in de vorm van het Tumbuka dat in stedelijke gebieden (waar leenwoorden worden gebruikt uit het Chichewa/Nyanja) en het "diepe" Tumbuka dat in kleinere dorpjes wordt gesproken. De Rumphi-variant (in het noorden van Malawi) wordt gezien als het puurst en wordt mede daardoor "echt Tambuka" genoemd.
De ISO 639-3 code is tum.